# Visualize
Visualize è una video-raccolta del gruppo musicale britannico Def Leppard, pubblicata nel 1993 dalla Universal Music Group. Contiene tutti i videoclip estratti dal quinto album del gruppo, Adrenalize, più Rocket dall'album precedente. Allegate anche diverse interviste ai membri del gruppo, più tre canzoni dal concerto tenuto al Don Valley Stadium di Sheffield, il 6 giugno 1993.
Nel 2001 è stata pubblicata in DVD insieme a Video Archive.

## Tracce
1. Introduzione
2. Rocket (Video)
3. Switch 625 (Tributo a Steve Clark)
4. Progetti solisti/Realizzazione video
5. Let's Get Rocked (Video)
6. Vivian Campbell entra a far parte dei Def Leppard
7. Make Love Like a Man (Video)
8. I Wanna Touch U (Video)
9. Have You Ever Needed Someone So Bad (Video)
10. Interviste
11. Tonight (Video)
12. Heaven Is (Video)
13. Fans/Vita fuori dal palco
14. Stand Up (Kick Love into Motion) (Video)
15. Ritorno a Sheffield
16. Two Steps Behind (live a Sheffield)
17. Love Bites (live a Sheffield)
18. Photograph (live a Sheffield)
19. Il futuro dei Def Leppard